# 10953 Gerdatschira
10953 Gerdatschira è un asteroide della fascia principale. Scoperto nel 1960, presenta un'orbita caratterizzata da un semiasse maggiore pari a 2,2176714 UA e da un'eccentricità di 0,1829789, inclinata di 5,50840° rispetto all'eclittica.